# Maglavit (sit SPA)
Maglavit este o zonă protejată (arie de protecție specială avifaunistică - SPA) situată pe teritoriul administrativ al județului Dolj.

## Localizare
Aria naturală se află în extremitatea sud-vestică a județului Dolj (în Lunca Dunării), pe teritoriul administrativ al orașului Calafat și pe cele ale comunelor Cetate și Maglavit, în imediata apropiere de drumurilor naționale DN56A și DN56, care leagă municipiul Craiova de Calafat.

## Descriere
Zona a fost declarată arie de protecție specială avifaunistică prin Hotărârea  de Guvern nr. 1284 din 24 octombrie 2007 (privind declararea ariilor de protecție specială avifaunistică ca parte integrantă a rețelei ecologice europene Natura 2000 în România) și se întinde pe o suprafață de 3.642,5 hectare.
Aria protejată (încadrată în bioregiune geografică continentală a Câmpiei Dunării) reprezintă o zonă naturală (lacuri, râuri, mlaștini, turbării, păduri de foioase, pășuni, vii și livezi), unde, în lunca inundabilă a Dunării s-au format mai multe lacuri (Lacul Golenți, Lacul Hunia, Lacul Fântâna Banului și Lacul Maglavit) ce asigură condiții de hrană, cuibărit și viețuire pentru mai multe specii de păsări migratoare, de pasaj sau sedentare (unele protejate prin lege). Situl include rezervația naturală Pajiștea Cetate din Lunca Dunării.

## Avifaună
În arealul sitului este semnalată prezența mai multor păsări enumerate în anexa I-a a Directivei Consiliului European 2009/147/CE din 30 noiembrie 2009, privind conservarea păsărilor sălbatice.

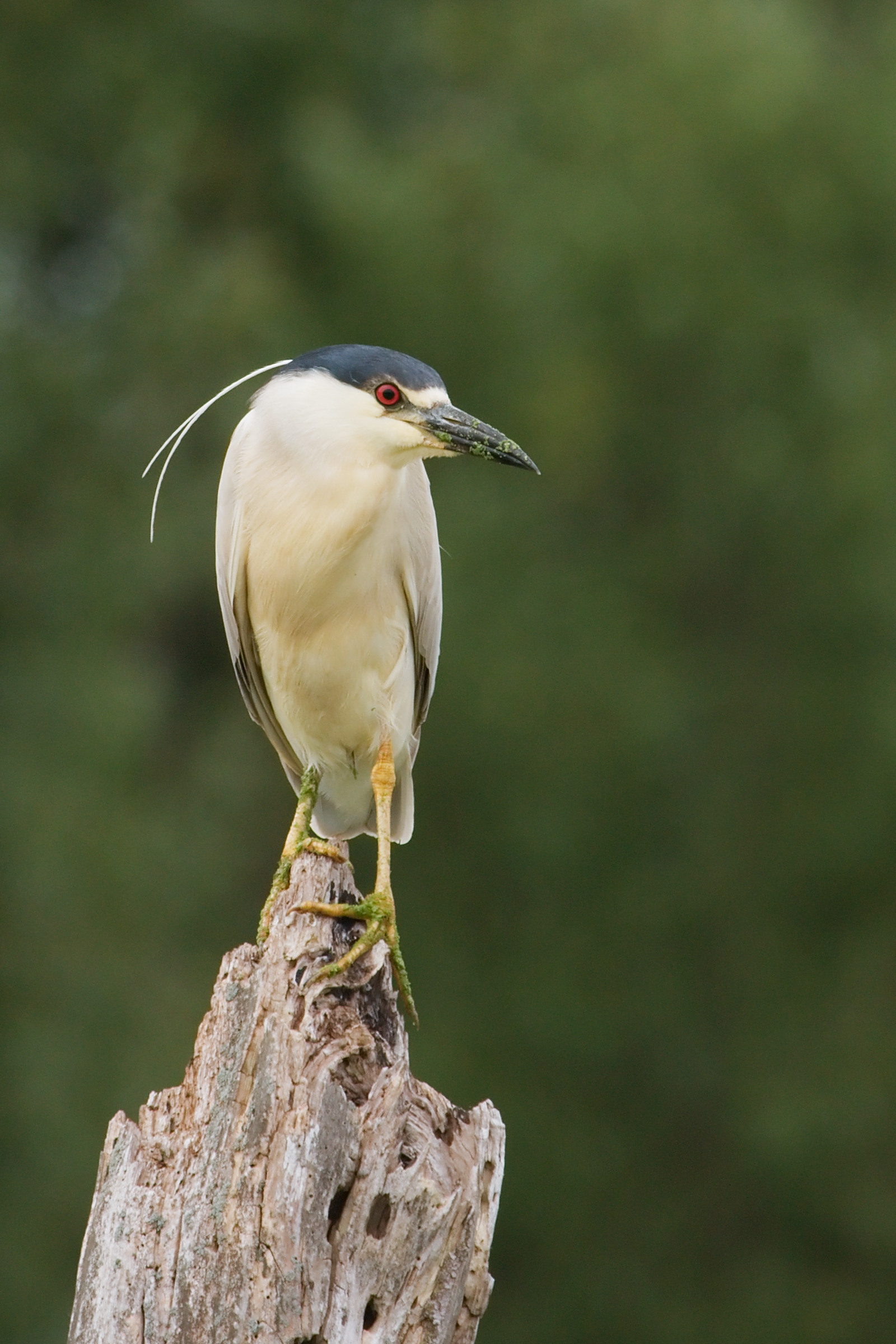
Stârc de noapte (Nycticorax nycticorax)

Specii de păsări migratoare: acvilă-țipătoare-mică (Aquila pomarina), stârc roșu (Ardea purpurea), stârc galben (Ardeola ralloides), stârc de noapte (Nycticorax nycticorax), șorecar mare (Buteo rufinus), chirighiță neagră (Chlidonias niger), chirighiță-cu-obraz-alb (Chlidonias hybridus), barză albă (Ciconia ciconia), barză neagră (Ciconia nigra), erete vânăt (Circus cyaneus), erete de stuf (Circus aeruginosus), șerpar (Circaetus gallicus), pescăruș albastru (Alcedo atthis), dumbrăveancă (Coracias garrulus), ciocănitoarea de grădină (Dendrocopos syriacus), egretă mică (Egretta garzetta), egretă albă (Egretta alba), presură de grădină (Emberiza hortulana), vânturel de seară (Falco vespertinus), piciorong (Himantopus himantopus), sfrâncioc roșiatic (Lanius collurio), sfrânciocul cu frunte neagră (Lanius minor), cormoran mic (Phalacrocorax pygmeus), bătăuș (Philomachus pugnax), lopătar (Platalea leucorodia), ploier auriu (Pluvialis apricaria); 
Specii de păsări cu migrație regulată: gâscă cenușie (Anser anser), gârliță mare (Anser albifrons), rață mare (Anas platyrhynchos), rață cârâitoare (Anas querquedula),  rață pestriță (Anas strepera), fâsă-cu-gât-roșu (Anthus cervinus), fâsă de pădure (Anthus spinoletta), fâsă de pădure (Anthus trivialis), drepneaua neagră (Apus apus), stârc cenușiu (Ardea cinerea), rața moțată (Aythya fuligula), lăcarul mare (Acrocephalus arundinaceus), lăcarul-de-lac (Acrocephalus scirpaceus), lăcarul de rogoz (Acrocephalus schoenobaenus), ciocârlie-de-câmp (Alauda arvensis), rață pitică (Anas crecca), rață fluierătoare (Anas penelope), rață lingurar (Anas clypeata), vânturel roșu (Falco tinnunculus), lișiță (Fulica atra), găinușă de baltă (Gallinula chloropus), fugaci roșcat (Calidris ferruginea), fugaci pitic (Calidris temminckii), fugaci mic (Calidris minuta), cânepar (Carduelis cannabina), sticlete (Carduelis carduelis), florinte (Carduelis chloris), ploier gulerat mare (Charadrius hiaticula), botgros (Coccothraustes coccothraustes), porumbel gulerat (Columba palumbus), cuc (Cuculus canorus), lebădă de vară (Cygnus olor), lăstun de casă (Delichon urbica), măcăleandru (Erithacus rubecula), șoimul rândunelelor (Falco subbuteo), silvia cu cap negru (Sylvia atricapilla), silvia de câmpie (Sylvia communis), silvia de zăvoi (Sylvia borin), silvie mică (Sylvia curruca), corcodel mic (Tachybaptus ruficollis), fluierar negru (Tringa erythropus), fluierar cu picioare verzi (Tringa nebularia), fluierarul de zăvoi (Tringa ochropus), mierlă (Turdus merula), pupăză (Upupa epops) sau nagâț (Vanellus vanellus).

## Căi de acces
- Drumul național DN56, pe ruta: Craiova - Podari - Radovan - Perișor - Giubega - Basarabi.

## Monumente și atracții turistice
În vecinătatea sitului se află câteva obiective de interes istoric, cultural și turistic; astfel:
- Biserica „Sf. Mucenic Gheorghe” din Calafat, construcție 1856, monument istoric (cod LMI DJ-II-m-B-08212).
- Biserica „Izvorul Tămăduirii” din Calafat, construcție secolul al XIX-lea, monument istoric (cod LMI DJ-II-m-B-08214).
- Biserica „Adormirea Maicii Domnului” din Calafat, construcție 1869, monument istoric (cod LMI DJ-II-m-B-08216).
- Biserica „Sf. Nicolae” (Calafat), construcție secolul al XIX-lea, monument istoric (cod LMI DJ-II-m-B-08215).
- Biserica "Sf. Împărați" din Cetate, construcție 1814 - 1841, monument istoric (cod LMI DJ-II-m-B-08238).
- Biserica "Sf. Nicolae" din Cetate, construcție 1860, monument istoric (cod LMI DJ-II-m-B-08239).
- Aria protejată Calafat - Ciuperceni - Dunăre (sit Natura 2000), zonă umedă de importanță internațională.